# Estação Reboleira
Reboleira é uma estação do Metropolitano de Lisboa. Situa-se no Município da Amadora, em Portugal, servindo de terminal da Linha Azul e de ligação à Linha de Sintra. Foi inaugurada a 13 de abril de 2016 no âmbito da expansão desta linha à zona da Reboleira, na Amadora.
Inicialmente, o nome anunciado para a estação era Amadora Sul (fazendo alusão à região onde a estação se encontra), tendo até sido usado em alguma da sinalética do interior da estação, entretanto retirada.

## Descrição
Esta estação está localizada na Rua das Indústrias, entre o entroncamento com a Rua Vítor Alves e a Estação Ferroviária da Reboleira. À semelhança das mais recentes estações do Metropolitano de Lisboa, está equipada para poder servir passageiros com deficiências motoras, contando com vários elevadores e escadas rolantes que facilitam o acesso às plataformas.
A estação tem um átrio central a partir do qual saem os quatro acessos para o exterior, dois para noroeste e dois para sudeste, servindo um dos últimos como ligação direta à Estação Ferroviária da Reboleira.

## História
A abertura à exploração desta estação estava inicialmente prevista para agosto de 2010, mas crónicos problemas de financiamento interromperam a obra após a conclusão da primeira fase, no valor de 45 milhões de euros, dedicada à construção do túnel (579 m de extensão) e da estação propriamente dita. A obra foi retomada apenas em junho de 2015, na sua segunda fase, dedicada a "construção civil, baixa-tensão, telecomunicações, via-férrea, eletromecânica e arranjos exteriores à superfície na zona adjacente à estação, na Rua das Indústrias e no Parque Armando Romão", no valor de 8,795 milhões de euros. Todavia, sofreu ainda dois atrasos na sua abertura, tendo chegado a estar prevista para o final do ano de 2015 e para o primeiro trimestre de 2016. O valor global do empreendimento foi de 60 milhões de euros, comparticipados em grande parte por fundos comunitários.

## Acessos

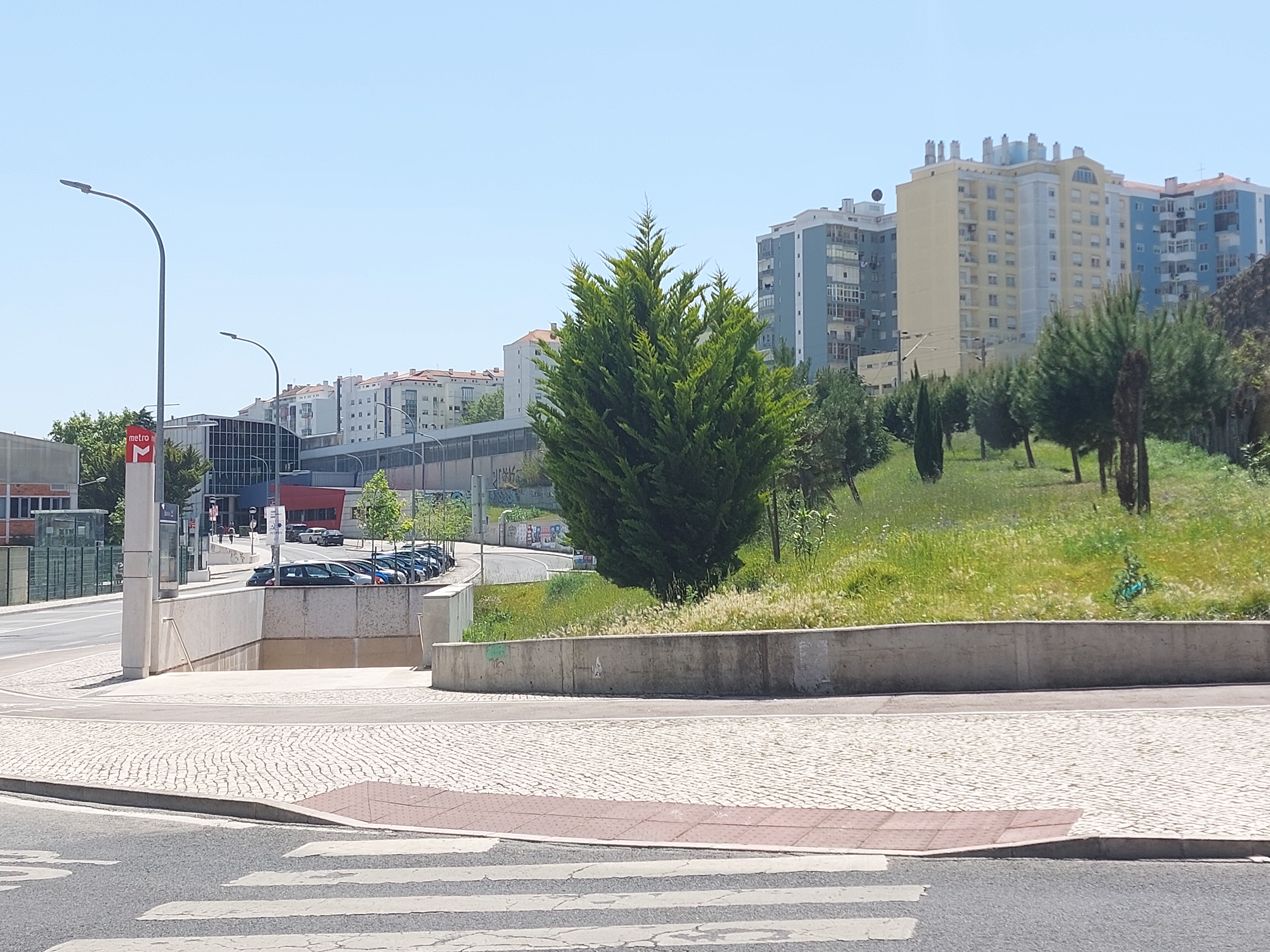
Envolvente da estação.

Esta estação conta com quatro acessos pedonais e um elevador entre o átrio e a superfície:
- Acesso 1 - está localizado no passeio sul da Rua das Indústrias, próximo do entroncamento com a Rua Vítor Alves. Está direcionado para noroeste e conta com escadas pedonais.
- Acesso 2 - está localizado no passeio norte da Rua das Indústrias, próximo do entroncamento com a Rua Vítor Alves. Está direcionado para noroeste e conta com escadas pedonais.
- Acesso 3 - está localizado no passeio norte da Rua das Indústrias, próximo da Estação Ferroviária da Reboleira. Está direcionado para nascente e conta com escadas pedonais.
- Acesso 4 - está localizado no passeio sul da Rua das Indústrias, ligando diretamente à Estação Ferroviária da Reboleira. Está direcionado para nascente e conta com duas escadas mecânicas assim como escadas pedonais.
- Elevador - está localizado no passeio norte da Rua das Indústrias, entre o entroncamento com a Rua Vítor Alves e a Estação Ferroviária da Reboleira, direcionado para sudoeste.